# Aphis mohelnensis
Aphis mohelnensis är en insektsart som beskrevs av Holman 1998. Aphis mohelnensis ingår i släktet Aphis och familjen långrörsbladlöss. Inga underarter finns listade i Catalogue of Life.